# حسن أباد (زهرا العلياء)
حسن أباد (بالإنجليزية: Hasanabad, Buin Zahra)‏ هي مستوطنة تقع في إيران في Zahray-ye Bala Rural District.